# Gamla stan (metropolitana di Stoccolma)
Gamla stan è una stazione della metropolitana di Stoccolma.
La sua denominazione trae origine dall'omonima isola su cui sorge, la quale rappresenta anche la città vecchia di Stoccolma. La stazione si trova sul percorso delle linee rossa e verde, compresa fra le fermate T-Centralen e Slussen.
L'apertura ufficiale è avvenuta il 24 novembre 1957, in contemporanea con l'inaugurazione della tratta fra Hötorget e Slussen.
Quella di Gamla stan non è una fermata sotterranea, poiché le due banchine (coperte in gran parte) sono collocate in superficie e raggiungibili da tre vie di accesso differenti. È geograficamente è situata a ridosso del ponte Centralbron, più precisamente fra il viale Munkbroleden e il molo Munkbrohamnen. Progettata dall'architetto Gunnar Lené, la stazione nel 1998 è stata oggetto di un rinnovamento con il contributo degli artisti Göran Dahl e Britta Carlström.
Si tratta di una delle stazioni più utilizzate del sistema metroviario locale, anche grazie alla centralità della sua posizione. L'utilizzo medio quotidiano durante un normale giorno feriale è pari a 21.800 persone circa.

## Tempi di percorrenza
| Linea | Capolinea       | Tempo  | Stazione                                                             | Tempo                                 |
| T13   | Ropsten         | 10 min | Hötorget Östermalmstorg T-Centralen Slussen Liljeholmen Gullmarsplan | 5 min 4 min 2 min 1-2 min 8 min 8 min |
| T13   | Norsborg        | 34 min | Hötorget Östermalmstorg T-Centralen Slussen Liljeholmen Gullmarsplan | 5 min 4 min 2 min 1-2 min 8 min 8 min |
| T14   | Mörby centrum   | 17 min | Hötorget Östermalmstorg T-Centralen Slussen Liljeholmen Gullmarsplan | 5 min 4 min 2 min 1-2 min 8 min 8 min |
| T14   | Fruängen        | 16 min | Hötorget Östermalmstorg T-Centralen Slussen Liljeholmen Gullmarsplan | 5 min 4 min 2 min 1-2 min 8 min 8 min |
| T17   | Åkeshov         | 24 min | Hötorget Östermalmstorg T-Centralen Slussen Liljeholmen Gullmarsplan | 5 min 4 min 2 min 1-2 min 8 min 8 min |
| T17   | Skarpnäck       | 18 min | Hötorget Östermalmstorg T-Centralen Slussen Liljeholmen Gullmarsplan | 5 min 4 min 2 min 1-2 min 8 min 8 min |
| T18   | Alvik           | 17 min | Hötorget Östermalmstorg T-Centralen Slussen Liljeholmen Gullmarsplan | 5 min 4 min 2 min 1-2 min 8 min 8 min |
| T18   | Farsta strand   | 23 min | Hötorget Östermalmstorg T-Centralen Slussen Liljeholmen Gullmarsplan | 5 min 4 min 2 min 1-2 min 8 min 8 min |
| T19   | Hässelby strand | 36 min | Hötorget Östermalmstorg T-Centralen Slussen Liljeholmen Gullmarsplan | 5 min 4 min 2 min 1-2 min 8 min 8 min |
| T19   | Hagsätra        | 22 min | Hötorget Östermalmstorg T-Centralen Slussen Liljeholmen Gullmarsplan | 5 min 4 min 2 min 1-2 min 8 min 8 min |

## Galleria d'immagini

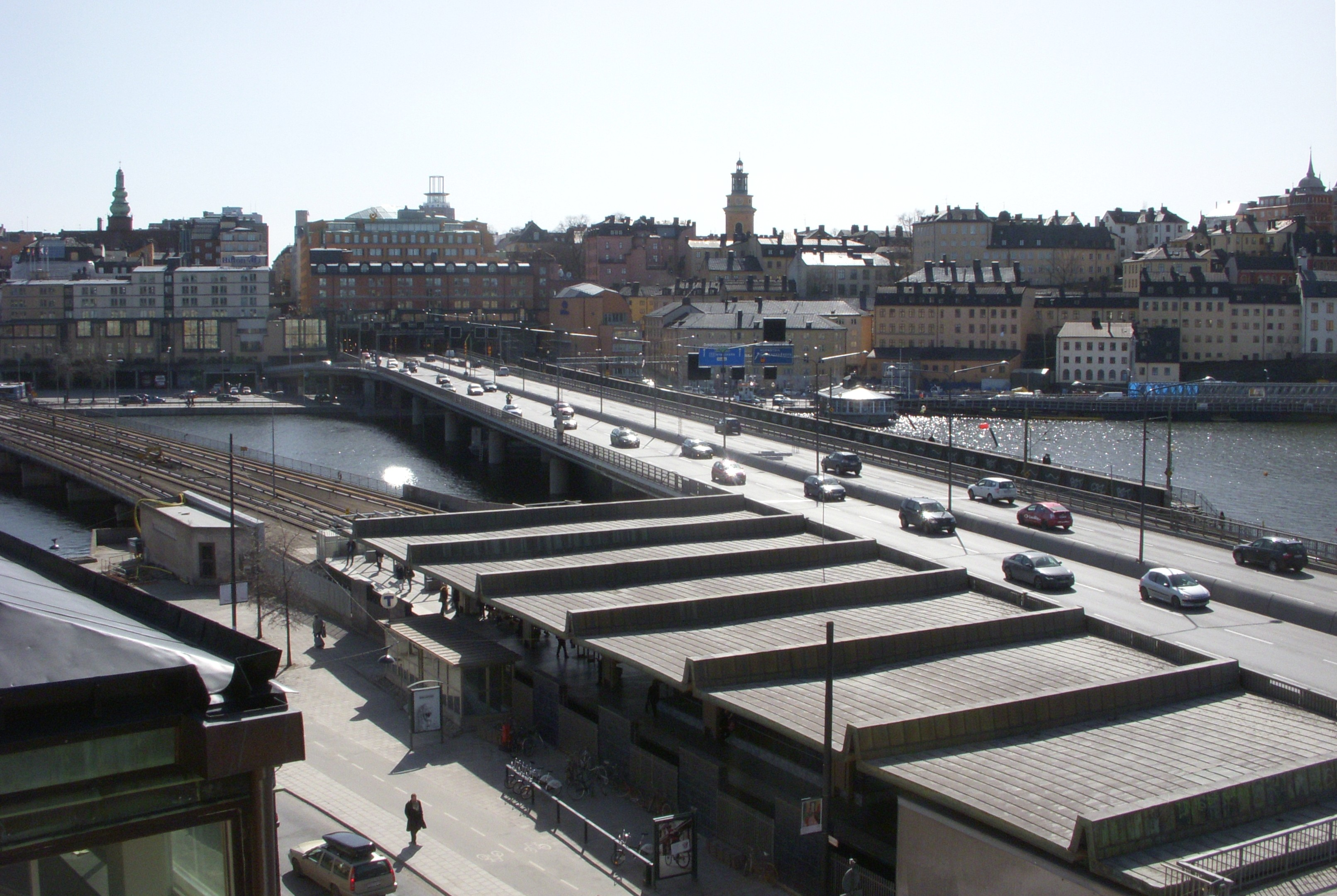
La stazione e il ponte Centralbron
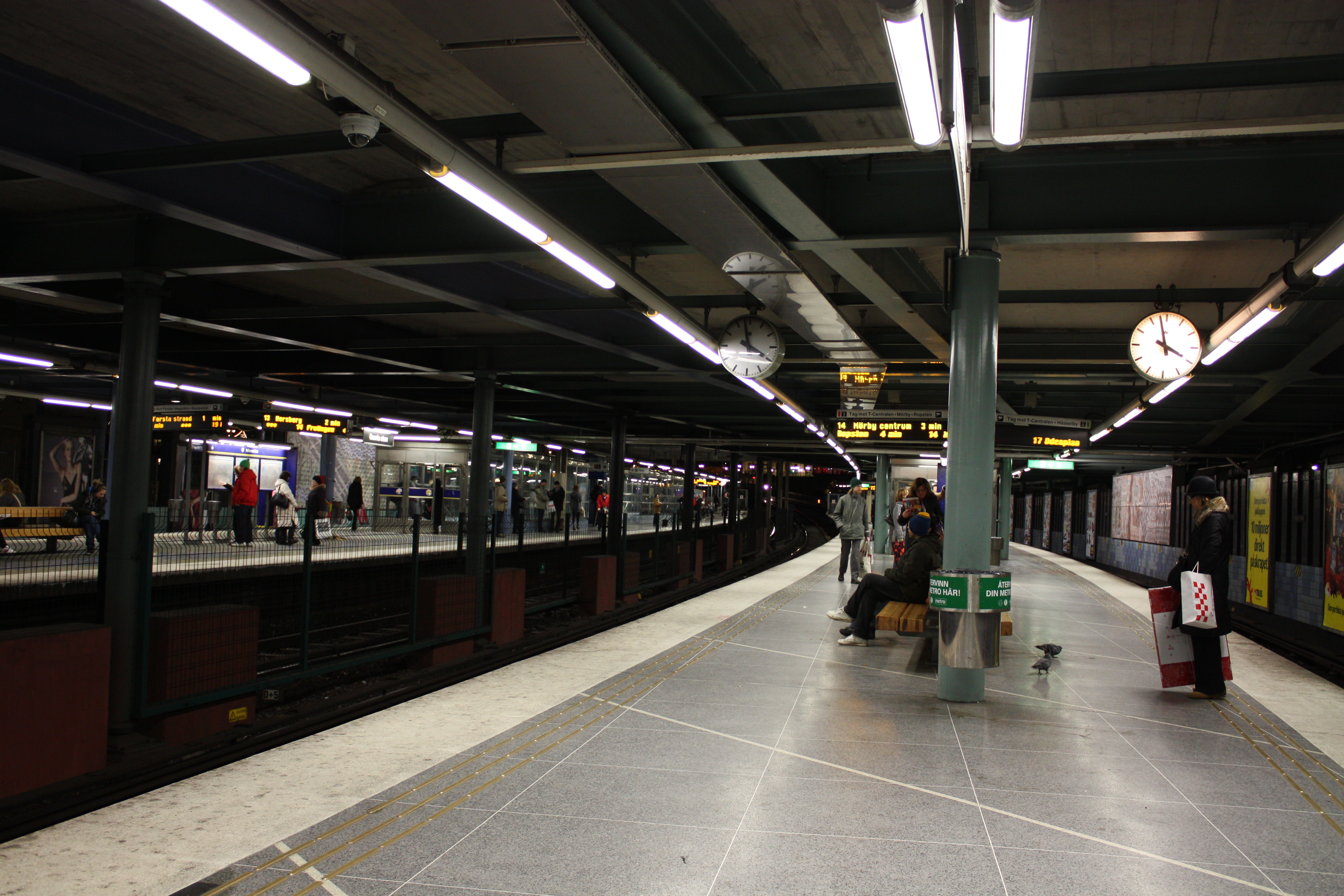
Veduta delle banchine
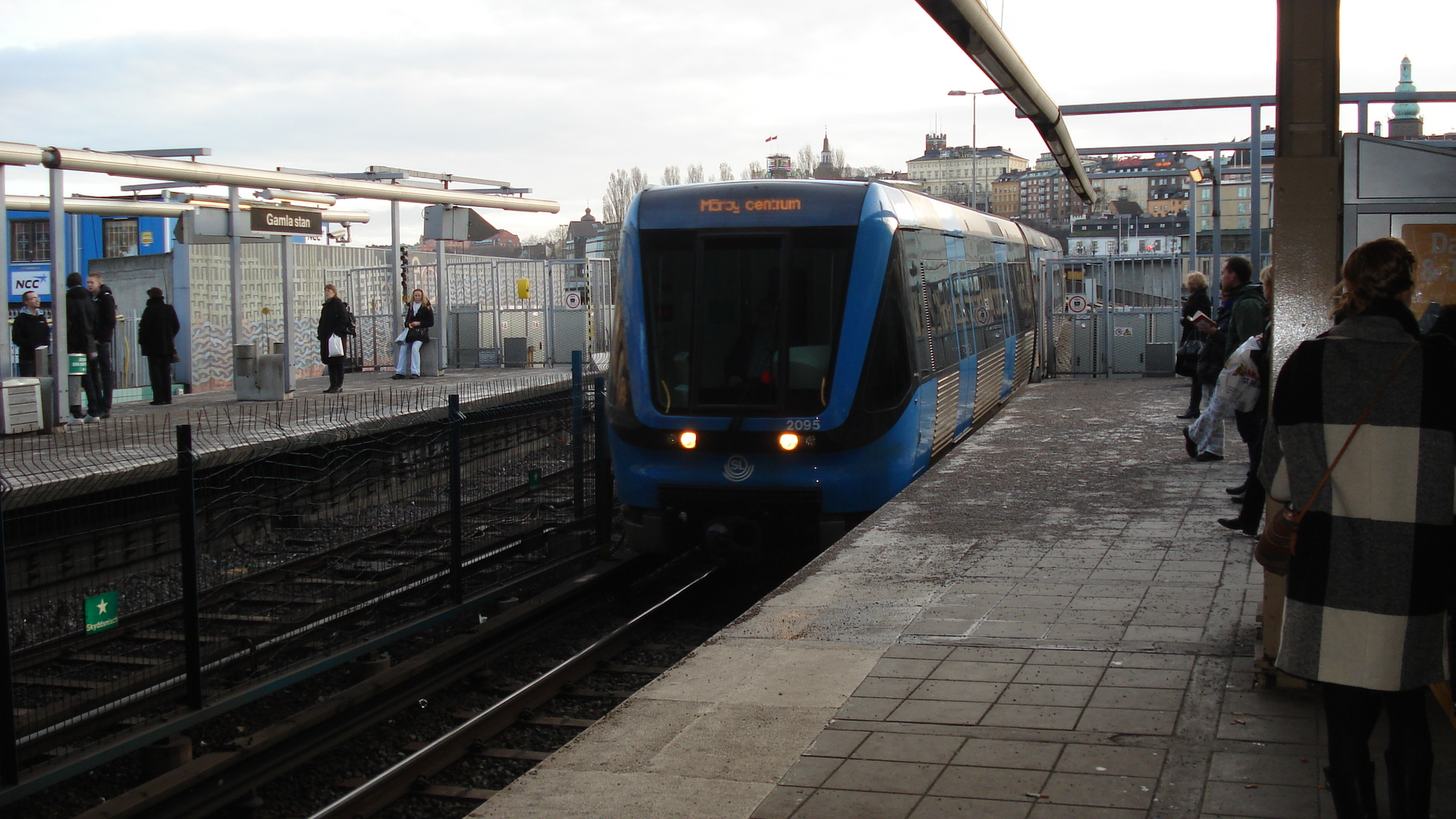
Treno C20 in arrivo
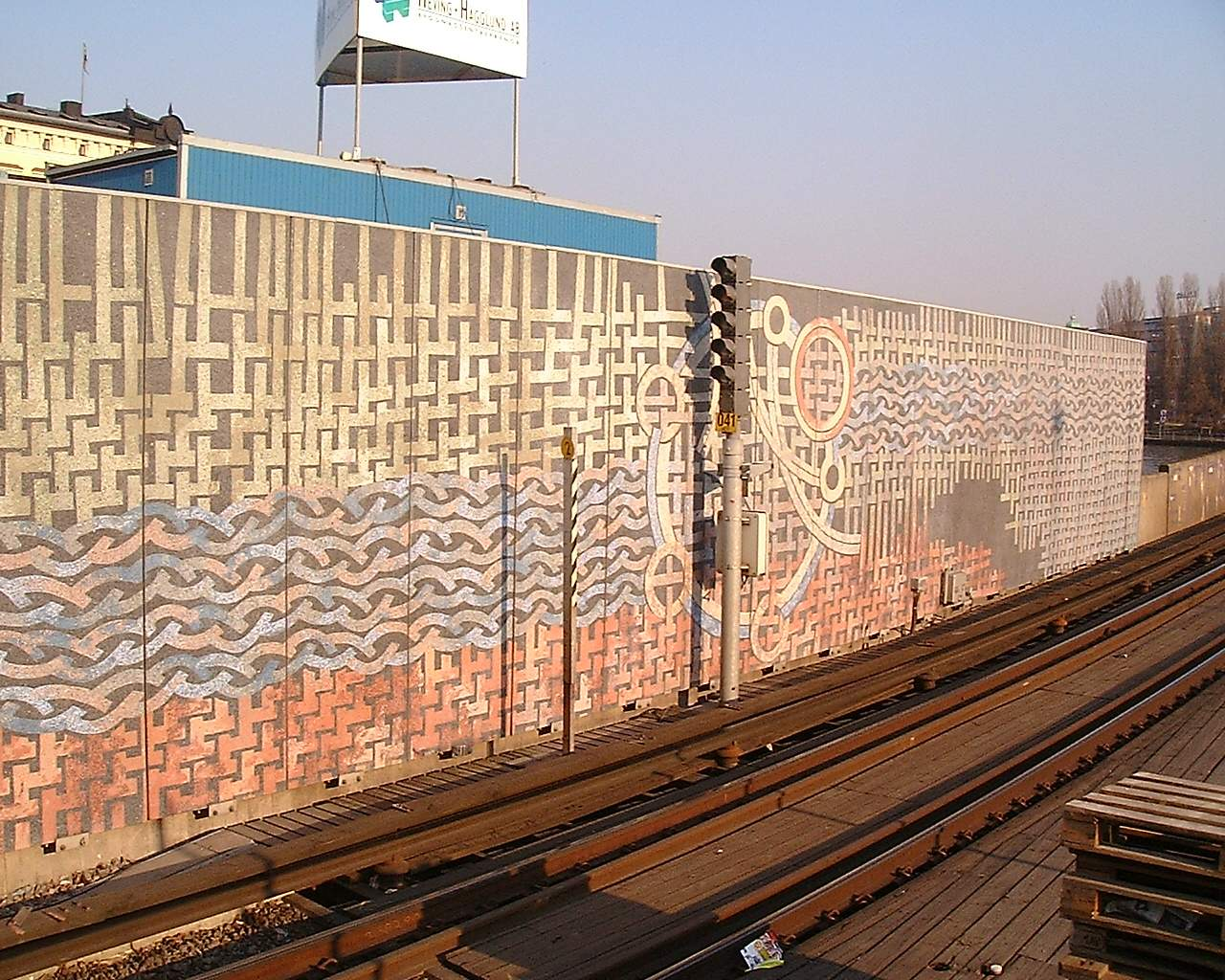
Una delle pitture ad opera di Göran Dahl
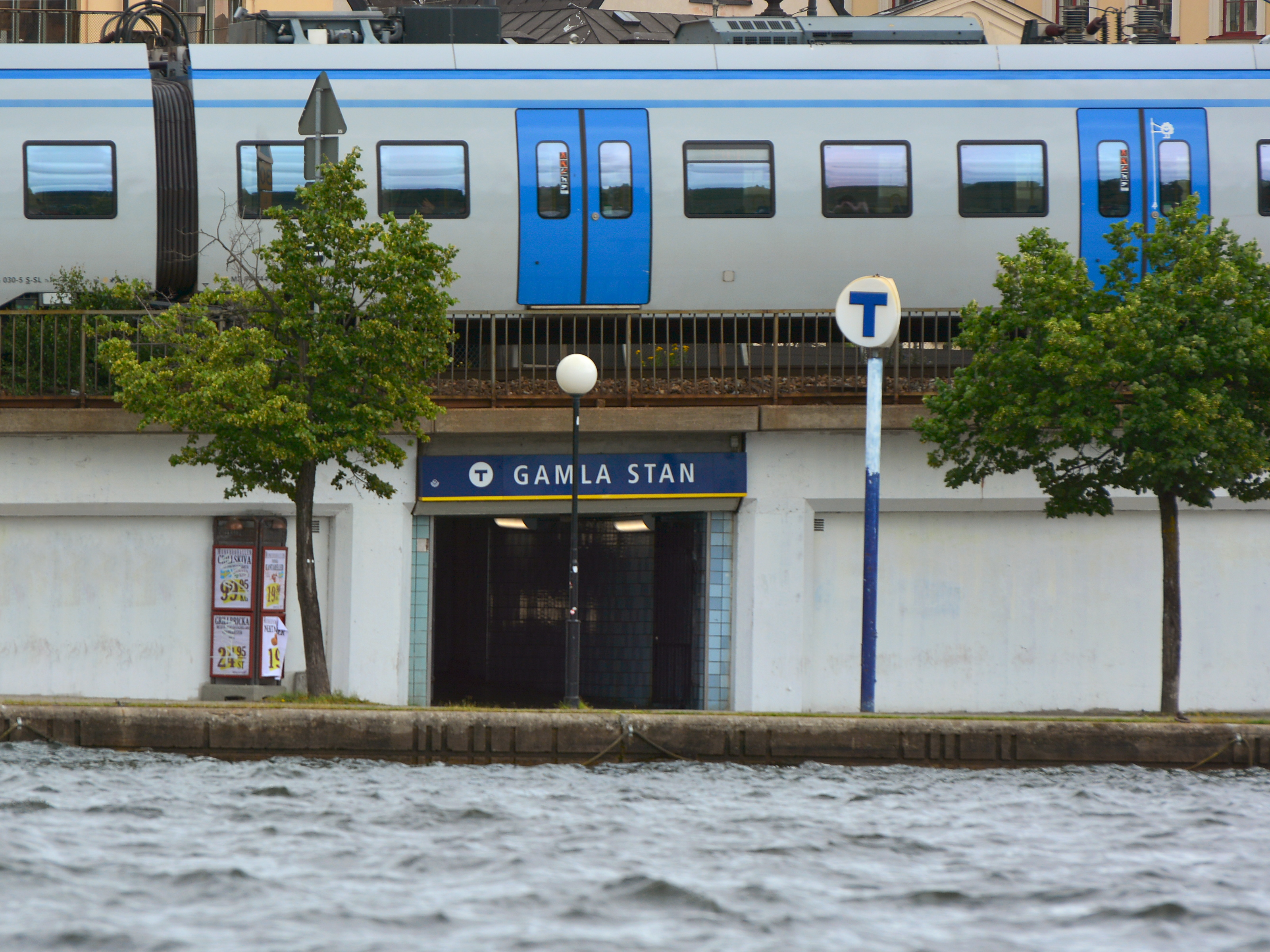
Ingresso dal Munkbrohamnen